# Latin rock
Latin rock, také latinský rock, je hudební styl, kde dochází k prolínání elementů rockové hudby a latinskoamerických rytmů či tónů. Z rockové hudby známé instrumenty jsou doplňovány různými instrumenty z oblasti perkusí, ale také doprovodem piána jak je známé ze stylů son cubano nebo merengue.
Latinský rock jako hudební styl byl založen koncem 1969 hudebníkem Santanou s jeho skupinou, který ho proslavil na celém světě. Od konce 90. let 20. století se latinský rock opět dostává do popředí zájmu, k čemuž přispěli mimo jiné i interpreti jako Ricky Martin, který vnesl do tohoto stylu i popové elementy.
Jeho předchůdcem je Ritchie Valens, který ve skladbě La Bamba propojil mexickou lidovou píseň s rockovými rytmy v roce 1958. 